# 한국영화제작가협회상
한국영화제작가협회상은 2014년 12월에 출범한 한국영화제작가협회가 주최하는 영화 시상식이다.

## 역대 주요 부문 수상작(자)

### 1회 (2014년)
- 일시 : 2014년 12월 23일
- 장소 : 서울 프레스센터 국제회의장
- 사회 : 권해효

| 부문             | 수상자               | 작품                     |
| ---------------- | -------------------- | ------------------------ |
| 작품상           |                      | 《끝까지 간다》          |
| 감독상           | 김성훈               | 《끝까지 간다》          |
| 여우주연상       | 심은경               | 《수상한 그녀》          |
| 남우주연상       | 설경구               | 《나의 독재자》          |
| 여우조연상       | 윤지혜               | 《군도: 민란의 시대》    |
| 남우조연상       | 유해진               | 《해적: 바다로 간 산적》 |
| 각본상           | 이해준 백철현        | 《나의 독재자》          |
| 촬영상           | 홍경표               | 《해무》                 |
| 조명상           | 차상균               | 《역린》                 |
| 미술상           | 조화성               | 《역린》                 |
| 편집상           | 김창주               | 《끝까지 간다》          |
| 음악상           | 조영욱               | 《군도: 민란의 시대》    |
| 음향상           | 김창섭               | 《역린》                 |
| 기술상(시각효과) | 강종익               | 《해적: 바다로 간 산적》 |
| 공로상           | 이태원 태흥영화 대표 |                          |

### 2회 (2015년)
- 일시 : 2015년 12월 22일
- 장소 : 경기도 파주 명필름아트센터
- 사회 : 이정현

| 부문                | 수상자                   | 작품              |
| ------------------- | ------------------------ | ----------------- |
| 작품상              |                          | 《암살》          |
| 감독상              | 류승완                   | 《베테랑》        |
| 남우주연상          | 황정민                   | 《국제시장》      |
| 여우주연상          | 김혜수                   | 《차이나타운》    |
| 남우조연상          | 오달수                   | 《국제시장》      |
| 여우조연상          | 전혜진                   | 《사도》          |
| 각본상              | 조철현 이송원 오승현     | 《사도》          |
| 촬영상              | 최영환                   | 《베테랑》        |
| 조명상              | 홍승철                   | 《뷰티 인사이드》 |
| 미술상              | 류성희                   | 《암살》          |
| 편집상              | 김상범 김재범            | 《베테랑》        |
| 음악상              | 이병우                   | 《국제시장》      |
| 음향상              | 최태영                   | 《사도》          |
| 기술상(무술)        | 정두홍 정윤헌            | 《베테랑》        |
| 공로상              | 이우석 동아수출공사 회장 |                   |
| kreative thinking상 | 용필름                   | 《뷰티 인사이드》 |

### 3회 (2016년)
- 일시 : 2016년 12월 20일
- 장소 : 경기도 파주 명필름아트센터
- 사회 : 권해효

| 부문                | 수상자                     | 작품                          |
| ------------------- | -------------------------- | ----------------------------- |
| 작품상              |                            | 《내부자들》                  |
| 감독상              | 나홍진                     | 《곡성》                      |
| 남우주연상          | 이병헌                     | 《내부자들》                  |
| 여우주연상          | 손예진                     | 《비밀은 없다》, 《덕혜옹주》 |
| 남우조연상          | 김의성                     | 《부산행》                    |
| 여우조연상          | 박소담                     | 《검은 사제들》               |
| 각본상              | 박주석                     | 《부산행》                    |
| 촬영상              | 홍경표                     | 《곡성》                      |
| 조명상              | 김창호                     | 《곡성》                      |
| 미술상              | 조화성                     | 《밀정》                      |
| 편집상              | 김상범 김재범              | 《내부자들》                  |
| 음악상              | 모그                       | 《밀정》                      |
| 음향상              | 김석원                     | 《아가씨》                    |
| 기술상(특수효과)    | 정도안 박경수              | 《부산행》                    |
| 공로상              | 황기성 (주)황기성사단 대표 |                               |
| kreative thinking상 | 제이오엔터테인먼트         | 《귀향》                      |

### 4회 (2017년)
- 일시 : 2017년 12월 19일
- 장소 : 경기도 파주 명필름아트센터
- 사회 : 권해효

| 부문                | 수상자        | 작품                         |
| ------------------- | ------------- | ---------------------------- |
| 작품상              |               | 《남한산성》                 |
| 감독상              | 이준익        | 《박열》                     |
| 남우주연상          | 송강호        | 《택시운전사》               |
| 여우주연상          | 나문희        | 《아이 캔 스피크》           |
| 남우조연상          | 김희원        | 《불한당: 나쁜 놈들의 세상》 |
| 여우조연상          | 김소진        | 《더 킹》                    |
| 각본상              | 유승희        | 《아이 캔 스피크》           |
| 촬영상              | 조형래        | 《불한당: 나쁜 놈들의 세상》 |
| 조명상              | 박정우        | 《불한당: 나쁜 놈들의 세상》 |
| 미술상              | 이후경        | 《군함도》                   |
| 편집상              | 남나영        | 《남한산성》                 |
| 음악상              | 방준석        | 《군함도》                   |
| 음향상              | 최태영        | 《남한산성》                 |
| 기술상(무술)        | 전재형 허명행 | 《범죄도시》                 |
| 특별상              | 아토          |                              |
| kreative thinking상 | 오플랜        | 《재심》                     |

### 5회 (2018년)
- 일시 : 2018년 12월 18일
- 장소 : 한국프레스센터
- 사회 : 박원상

| 부문                | 수상자        | 작품                                        |
| ------------------- | ------------- | ------------------------------------------- |
| 작품상              |               | 《1987》                                    |
| 감독상              | 임순례        | 《리틀 포레스트》                           |
| 남우주연상          | 주지훈        | 《암수살인》                                |
| 여우주연상          | 한지민        | 《미쓰백》                                  |
| 남우조연상          | 배성우        | 《안시성》                                  |
| 여우조연상          | 진서연        | 《독전》                                    |
| 각본상              | 김경찬        | 《1987》                                    |
| 촬영상              | 최찬민        | 《공작》                                    |
| 조명상              | 유석문        | 《공작》                                    |
| 미술상              | 박일현        | 《공작》                                    |
| 편집상              | 양진모        | 《독전》                                    |
| 음악상              | 달파란        | 《독전》                                    |
| 음향상              | 박용기 박주강 | 《곤지암》                                  |
| 기술상(시각효과)    | 진종현        | 《신과함께: 죄와 벌》 《신과함께: 인과 연》 |
| kreative thinking상 | 필름케이      | 《너의 결혼식》                             |

### 6회 (2019년)
- 일시 : 2019년 12월 17일
- 장소 : 한국프레스센터
- 사회 :

| 부문                | 수상자           | 작품                 |
| ------------------- | ---------------- | -------------------- |
| 작품상              |                  | 《벌새》             |
| 감독상              | 봉준호           | 《기생충》           |
| 남우주연상          | 정우성           | 《증인》             |
| 여우주연상          | 전도연           | 《생일》             |
| 남우조연상          | 오정세           | 《스윙키즈》         |
| 여우조연상          | 故 전미선        | 《나랏말싸미》       |
| 각본상              | 엄성민           | 《국가부도의 날》    |
| 촬영상              | 김영호           | 《봉오동 전투》      |
| 조명상              | 김창호           | 《기생충》           |
| 미술상              | 이하준           | 《기생충》           |
| 편집상              | 남나영           | 《극한직업》         |
| 음악상              | 김준석           | 《스윙키즈》         |
| 음향상              | 공태원           | 《봉오동 전투》      |
| 기술상(시각효과)    | 정도안 故 천래훈 | 《엑시트》           |
| kreative thinking상 | 명필름, 조이래빗 | 《나의 특별한 형제》 |
| 공로상              | 이장호           |                      |

### 7회 (2020년)
- 일시 : 2020년 12월 22일[1]
- 장소 :
- 사회 :

| 부문             | 수상자         | 작품                              |
| ---------------- | -------------- | --------------------------------- |
| 작품상           | 김보라 조수아  | 《블랙머니》                      |
| 감독상           | 우민호         | 《남산의 부장들》                 |
| 남우주연상       | 조진웅         | 《블랙머니》                      |
| 여우주연상       | 김희애         | 《윤희에게》                      |
| 남우조연상       | 신정근         | 《강철비 2: 정상회담》            |
| 여우조연상       | 윤여정         | 《찬실이는 복도 많지》            |
| 각본상           | 김초희         | 《찬실이는 복도 많지》            |
| 촬영상           | 홍경표         | 《다만 악에서 구하소서》          |
| 조명상           | 배일혁         | 《다만 악에서 구하소서》          |
| 미술상           | 조화성, 박규빈 | 《남산의 부장들》                 |
| 편집상           | 한미연         | 《지푸라기라도 잡고 싶은 짐승들》 |
| 음악상           | 김태성         | 《82년생 김지영》                 |
| 음향상           | 김석원         | 《반도》                          |
| 기술상(시각효과) | 정도안 윤형태  | 《반도》                          |

### 8회 (2021년)
- 일시 : 2021년 12월 17일
- 장소 : SJ 쿤스트할레
- 사회 :

| 부문              | 수상자        | 작품                         |
| ----------------- | ------------- | ---------------------------- |
| 작품상            |               | 《모가디슈》                 |
| 감독상            | 이준익        | 《자산어보》                 |
| 남우주연상        | 설경구        | 《자산어보》                 |
| 여우주연상        | 고두심        | 《빛나는 순간》              |
| 남우조연상        | 허준호        | 《모가디슈》                 |
| 여우조연상        | 김선영        | 《세자매》                   |
| 신인감독상        | 홍의정        | 《소리도 없이》              |
| 신인배우상        | 이유미        | 《어른들은 몰라요》 《인질》 |
| 각본상            | 이승원        | 《세자매》                   |
| 촬영상            | 최영환        | 《모가디슈》                 |
| 조명상            | 이재혁        | 《모가디슈》                 |
| 미술상            | 김보묵        | 《모가디슈》                 |
| 편집상            | 허선미 조한울 | 《삼진그룹 영어토익반》      |
| 음악상            | 방준석        | 《자산어보》                 |
| 음향상            | 김창섭        | 《서복》                     |
| 기술상(특수효과)  | 이희경        | 《모가디슈》                 |
| 올해의 클로즈업상 | 신혜선        |                              |
| 특별공로상        | 故 이춘연     |                              |

### 9회 (2022년)
- 일시 : 2022년 12월 14일
- 장소 : SJ 쿤스트할레
- 사회 : 김규리

| 부문           | 수상자           | 작품                 |
| -------------- | ---------------- | -------------------- |
| 작품상         |                  | 《헤어질 결심》      |
| 감독상         | 이정재           | 《헌트》             |
| 남우주연상     | 마동석           | 《범죄도시 2》       |
| 여우주연상     | 탕웨이           | 《헤어질 결심》      |
| 남우조연상     | 임시완           | 《비상선언》         |
| 여우조연상     | 김신영           | 《헤어질 결심》      |
| 신인감독상     | 조은지           | 《장르만 로맨스》    |
| 신인배우상     | 김혜윤           | 《불도저에 탄 소녀》 |
| 각본상         | 정서경 박찬욱    | 《헤어질 결심》      |
| 촬영상         | 이모개           | 《헌트》             |
| 조명상         | 신상열           | 《헤어질 결심》      |
| 미술상         | 박일현           | 《헌트》             |
| 편집상         | 김상범           | 《헌트》             |
| 음악상         | 조영욱           | 《헤어질 결심》      |
| 음향상         | 김석원 김은정    | 《한산: 용의 출현》  |
| 기술상         | 정도안 임종혁    | 《한산: 용의 출현》  |
| 심사위원특별상 | TPS컴퍼니 김현철 | 《육사오》           |
| 특별공로상     | 故 강수연        |                      |

### 10회 (2023년)
- 일시 : 2023년 12월 15일
- 장소 : 명필름 아트센터
- 사회 : 이혜은

| 부문       | 수상자        | 작품                  |
| ---------- | ------------- | --------------------- |
| 작품상     |               | 《다음 소희》         |
| 감독상     | 김지운        | 《거미집》            |
| 남우주연상 | 강하늘        | 《30일》              |
| 여우주연상 | 정유미        | 《잠》                |
| 남우조연상 | 김종수        | 《밀수》              |
| 여우조연상 | 고민시        | 《밀수》              |
| 신인감독상 | 유재선        | 《잠》                |
| 신인배우상 | 김시은        | 《다음 소희》         |
| 각본상     | 현규리 안태진 | 《올빼미》            |
| 촬영상     | 김지용        | 《거미집》            |
| 조명상     | 황순욱        | 《더 문》             |
| 미술상     | 정이진        | 《거미집》            |
| 편집상     | 김선민        | 《올빼미》            |
| 음악상     | 모그          | 《거미집》            |
| 음향상     | 박용기        | 《올빼미》            |
| 기술상     | 은재현        | 《콘크리트 유토피아》 |
| 특별공로상 | 정지영        | 《소년들》            |

### 11회 (2024년)
- 일시 : 2024년 12월 17일
- 장소 : 인디스페이스
- 사회 : 김규리

| 부문       | 수상자        | 작품                       |
| ---------- | ------------- | -------------------------- |
| 작품상     |               | 《서울의 봄》              |
| 감독상     | 김성수        | 《서울의 봄》              |
| 남우주연상 | 조정석        | 《파일럿》                 |
| 여우주연상 | 김고은        | 《파묘》                   |
| 남우조연상 | 지창욱        | 《리볼버》                 |
| 여우조연상 | 염혜란        | 《시민덕희》               |
| 신인감독상 | 오정민 정지혜 | 《장손》                   |
| 신인배우상 | 노상현        | 《대도시의 사랑법》        |
| 각본상     | 장재현        | 《파묘》                   |
| 촬영상     | 이모개        | 《서울의 봄》              |
| 조명상     | 이성환        | 《서울의 봄》              |
| 미술상     | 서성경        | 《서울의 봄》 《원더랜드》 |
| 편집상     | 김선민 조유경 | 《길위에 김대중》          |
| 음악상     | 이재진        | 《서울의 봄》              |
| 음향상     | 김병인        | 《파묘》                   |
| 기술상     | 유상섭 장한승 | 《베테랑 2》               |
| 특별공로상 | 이하영        |                            |

1. ↑  출처
2. ↑  이 해에 신설